# Ashok Leyland Dost
Der Ashok Leyland Dost ist ein seit 2012 in Indien produzierter Pick-up, der auch mit verschiedenen Aufbauten geliefert wird. Der Dost ist das erste Ergebnis des seit 2008 bestehenden Joint Ventures zwischen Ashok Leyland und Nissan. Produziert wird der Dost im gemeinsamen Werk in der Nähe von Chennai. Die ursprünglichen Pläne, auch eine Kleinbus-Version herzustellen, wurden fallen gelassen. Stattdessen wurde im Juli 2013 der Minivan Ashok Leyland Stile ins Programm aufgenommen.

## Modellprogramm
2007 beschlossen Ashok Leyland und Nissan ein Joint Venture zur Herstellung von Kleintransportern, später auch Lastkraftwagen und Omnibusse zu gründen. Für Nissan ergibt sich so ein weiterer Absatzmarkt oder Weitervermarktungsgelegenheit für seine Nutzfahrzeuge.
So ist der Dost auch kein grundsätzlich neues Produkt. Die Karosserie des Dost entspricht dem Nissan Vanette Largo GC22, der in Japan bis 1994 angeboten wurde.
In Europa wurde dieses Modell nur in den Minivan- und Kombi-Varianten als Nissan Vanette C22 vermarktet, die Pick-up-Variante war nur in Asien erhältlich. In Malaysia wurde das Modell jedoch bis 2010 produziert und die Produktionsanlagen anschließend nach Indien exportiert. Ashok Leyland spricht in der eigenen Werbung von einem Führerhaus im Euro-Look.
Der Dost erhielt eine neue Front und einen neu gestalteten Innenraum samt Armaturenbrett.
Die neue Front wurde für ein besseres Crashverhalten entworfen. Wie der Vanette hat der Dost einen Mittelmotor zwischen den Sitzen, dieser ist ein 1478-cm³-Dreizylinderturbodiesel mit Common-Rail-Einspritzung. Die Ursprungsvariante hatte eine Leistung von 58 PS (43 kW), ein maximales Drehmoment von 158 Nm und eine Höchstgeschwindigkeit von 90 km/h. Die Kraft wird über ein synchronisiertes Fünfgang-Schaltgetriebe auf die Hinterachse übertragen. Die maximale Steigfähigkeit des Dost beträgt 29 %.
Bei der Entwicklung wurde auch auf einen geringen Wendekreis geachtet, der nur 9,6 Meter beträgt. Das Fahrzeug ist mit Elektronischer Bremskraftverteilung ausgestattet. Der Dost war für ein maximales Gesamtgewicht von 2500 kg zugelassen, bei einer Nutzlast von 1250 kg und zwei vorderen Sitzplätzen.
Im Januar 2021 ist die Ursprungsvariante nicht mehr erhältlich, Basismodell ist jetzt der Dost Strong mit 2590 kg zulässigem Gesamtgewicht, 1250 kg Zuladung, und 70 PS. Es folgen die Varianten Bada Dost i3, Dost+ und Dost CNG, Spitzenmodell ist der Bada Dost i4 mit 80 PS, 3490 Gesamtgewicht und 1860 kg Zuladung. Alle Varianten haben einen 1478-cm³-Dreizylindermotor und eine Höchstgeschwindigkeit von 80 km/h.
Drei Ausstattungsversionen werden angeboten. Eine Servolenkung ist ab der mittleren Variante LS, Klimaanlage, Stoffsitze und Stoßstange in Wagenfarbe lackiert in der LX genannten höchsten Variante serienmäßig. Die Standardversion LE ist nur in weiß, LX dagegen nicht in weißer Karosseriefarbe erhältlich. Für LS und LX ist auch beige, grüne und blaue Lackierung verfügbar. All dies dient einer möglichst kostengünstigen Produktion und niedrigen Fahrzeugpreisen. Für europäische Verhältnisse unverständlich ist der serienmäßige Einbau einer 12-V-Handyladestation, aber nur eines Sicherheitsgurtes für den Fahrer bei allen Versionen, während der Beifahrer und ein möglicher dritter Mitfahrer, der nur auf einem Kissen ohne Rückenlehne sitzen kann, ohne diese Sicherheitstechnik auskommen müssen. Der Fahrer kann den Beifahrersitz und das mittlere Sitzkissen als Liege benutzen.
Den Dost bewirbt Ashok Leyland auch als modernen Lastentransporter, der japanische Qualität zu indischen Kosten anbietet.
So kostet der Dost etwa im Bundesstaat Goa 4,34,065 Indische Rupien bei einer landesüblichen Garantie von 1 Jahr oder 50.000 km inklusive vier kostenlosen Wartungen bis 50.000 km.